# Gwizdanów
Gwizdanów (Duits: Queissen) is een plaats in het Poolse district  Lubiński, woiwodschap Neder-Silezië. De plaats maakt deel uit van de gemeente Rudna en telt 310 inwoners.